# 伊內博盧
伊內博盧（土耳其語：İnebolu）是土耳其的城鎮，由卡斯塔莫努省負責管轄，位於該國北部，距離首府卡斯塔莫努89公里，面積302平方公里，海拔高度120米，受海洋性氣候影響，2008年人口9,465。

## 外部連結
- District governor's official website（页面存档备份，存于） （土耳其文）
- Images of İnebolu （页面存档备份，存于）
- Highway map of İnebolu district
- Inebolu (Inepolis) （页面存档备份，存于）
- Inebolu (Pearl of the Black Sea)

41°58′29″N 33°45′39″E / 41.97472°N 33.76083°E